# Paralimnophila delecta
Paralimnophila delecta är en tvåvingeart som beskrevs av Alexander 1962. Paralimnophila delecta ingår i släktet Paralimnophila och familjen småharkrankar. Inga underarter finns listade i Catalogue of Life.